# Kosovec chřástalí
Kosovec chřástalí (Eupetes macrocerus) je druh pěvce z jihovýchodní Asie, jediný zástupce čeledi Eupetidae a rodu Eupetes.

## Systematika
Za popisnou autoritu tohoto druhu je pokládán nizozemský přírodovědec Coenraad Jacob Temminck (1831). Jde o jediného zástupce rodu Eupetes a čeledi Eupetidae, která se odvětvuje mezi bazálními skupinami passeridních zpěvných. Molekulárně-fylogenetické analýzy nasvědčují příbuznosti s vranulovitými (Picathartidae) a skalňáčky z čeledi Chaetopidae. Všechny tři čeledi zahrnují pouze jediný rod a někdy mohou být sdružovány v rámci čeledi jediné.
Kosovec chřástalí vytváří dva poddruhy:
- E. m. borneensis Robinson & Kloss, 1921;
- E. m. macrocerus Temminck, 1831.

## Popis
Kosovec chřástalí dosahuje velikosti 28–30 cm a hmotnosti 66–72 g, neobjevuje se výrazný pohlavní dimorfismus. Tělo má protáhlý vejčitý tvar, hlava je menší, s rovným a tenkým zobákem, krk štíhlý a relativně dlouhý. Křídla jsou krátká a zaoblená, ocas dlouhý a stupňovitý. Zbarvení opeření se pohybuje v olivově hnědých odstínech, hlavu zdobí černá obličejová maska a bělavý proužek táhnoucí se směrem od oka, stejně jako červenohnědá „čepička“. Končetiny jsou dlouhé, avšak jemné stavby.

## Výskyt a chování
Kosovec chřástalí je druhem orientální oblasti, obývá především nížinaté oblasti Malajského poloostrova, Bornea (včetně Natunských ostrovů) a Sumatry, typicky nepřesahující 700 m n. m. Z Malajského souostroví nicméně pocházejí záznamy z asi 900 m n. m, z Malajského poloostrova i z více než 1 000 m n. m. Kosovci obývají vzrostlé listnaté lesy s hustým baldachýnem a bujným podrostem, někdy i bažinaté lesy.
Kosovci chřástalí žijí v lesním podrostu, kde pátrají po hmyzu a jiných bezobratlých a je pro ně typické extrémně plaché chování. V případě vyrušení před narušitelem spíše utíkají, létají pouze neochotně. Na základě skrytého způsobu života je o tomto druhu známo jen malé množství informací, a to včetně hnízdních návyků. Hnízda si kosovci budují nízko nad zemí a jde o mělké šálkovité stavby tvořené rostlinnými vlákny. Snůšku tvoří dvě bělavá vajíčka, která tito ptáci kladou v období mezi lednem a únorem. Kosovci se ozývají jednoduchým dlouhým hvízdavým voláním, jež vydávají s pomocí párových modrofialových vzdušných měchýřků po obou stranách krku. Volání je snadno zaměnitelné se zvuky některých pitovitých, a proto je pro identifikaci v terénu obtížně použitelné.

## Ohrožení
Mezinárodní svaz ochrany přírody (IUCN) ve svém vyhodnocení stavu ohrožení z roku 2022 pokládá kosovce chřástalího za téměř ohrožený druh, především v důsledku postupujícího odlesňování celého regionu a lesním požárům. Kosovci na druhou stranu zároveň vykazují určitou toleranci vůči narušeným lesním komplexům, navíc často obývají podhorské regiony, jež bývají vystaveny menší míře odlesňování, což tyto hrozby poněkud mírní. Celková velikost populace zůstává podle IUCN neznámá.